# Absolutely Everybody
Absolutely Everybody (englisch für „Absolut jeder“) ist ein Lied der australischen Sängerin Vanessa Amorosi. Der Song wurde am 15. November 1999 als zweite Single aus ihrem Debütalbum The Power veröffentlicht. Nachdem die Künstlerin mit dem Stück bei den Olympischen Spielen 2000 auftrat, wurde es ein internationaler Erfolg.

## Inhalt
In Absolutely Everybody singt Vanessa Amorosi über Dinge, die jeder Mensch brauche. Darunter zählt sie Liebe, Bezugspersonen, Respekt, Anerkennung, Unterstützung, wahre Freunde und menschliche Nähe.

“Everybody needs a little loving

Everybody needs somebody thinking of them

Everybody needs a little respect

And whatever it takes, I’m gonna get it”

## Produktion
Das Lied wurde von dem deutschen Musikproduzenten Axel Breitung produziert. Als Autoren fungierten Mark Holden, James Ingram und Anthony Hicks.

## Musikvideo
Zu Absolutely Everybody wurden insgesamt vier verschiedene Musikvideos veröffentlicht – zwei für den australischen Markt, eine europäische Version und eine Clubversion. Die bekannteste Clubversion verzeichnet auf YouTube über zwölf Millionen Aufrufe (Stand: April 2024). Darin singt Vanessa Amorosi den Song vor wechselnden dunklen Hintergründen mit verschiedenfarbigen Leuchtelementen, wobei auch diverse Männer und Frauen vor den Hintergründen teils choreografiert tanzen. Das Video für Europa zeigt eine Gruppe junger Leute, die Urlaub auf Menorca machen und dabei eine Party im Garten einer Villa feiern. Dort befindet sich auch Vanessa Amorosi, die das Lied singt. Ein junger Mann fährt mit seinem Moped durch die Stadt und verteilt Flyer, wodurch immer mehr Menschen auf die Feier kommen. Die Leute tanzen ausgelassen, haben Spaß und einige Liebespaare küssen sich. Am Ende kommen die Besitzer der Villa nachhause und die jungen Menschen rennen vom Gelände.

## Single

### Covergestaltung
Die Single wurde mit zwei verschiedenen Covern veröffentlicht. Auf dem ersten Cover ist Vanessa Amorosi zu sehen, die den Betrachter anblickt. Im oberen Bildteil befinden sich die Schriftzüge Vanessa Amorosi in Weiß und absolutely everybody in Gelb. Der Hintergrund ist komplett rot gehalten. Das zweite Cover, das in orangen Farbtönen gehalten ist, zeigt Vanessa Amorosi stehend in einem Raum. Sie richtet den Blick vom Betrachter aus gesehen nach links. Mitten im Bild steht der orange Schriftzug Vanessa Amorosi, während sich der Titel Absolutely Everybody in Schwarz links im Bild befindet.

### Titellisten
Single
1. Absolutely Everybody (Radio Version) – 3:42
2. Absolutely Everybody (Latino Version) – 3:27

Maxi
1. Absolutely Everybody (Radio Version) – 3:42
2. Absolutely Everybody (Latino Version) – 3:27
3. Absolutely Everybody (Extended Version) – 5:16
4. Absolutely Everybody (Latino Extended) – 5:22

### Chartplatzierungen
Absolutely Everybody stieg am 9. Oktober 2000 auf Platz 49 in die deutschen Singlecharts ein und erreichte sechs Wochen später mit Rang fünf die beste Platzierung. Insgesamt hielt sich der Song 18 Wochen in den Top 100, davon sieben Wochen in den Top 10. Weitere Top-10-Platzierungen gelangen unter anderem in Österreich, Australien, dem Vereinigten Königreich, der Schweiz und Neuseeland. In den deutschen Single-Jahrescharts 2000 erreichte das Lied Rang 53.
| ChartsChartplatzierungen     | Höchstplatzierung | Wochen |
| ---------------------------- | ----------------- | ------ |
| Australien (ARIA)            | 6 (28 Wo.)        | 28     |
| Deutschland (GfK)            | 5 (18 Wo.)        | 18     |
| Neuseeland (RMNZ)            | 10 (27 Wo.)       | 27     |
| Österreich (Ö3)              | 3 (17 Wo.)        | 17     |
| Schweiz (IFPI)               | 8 (27 Wo.)        | 27     |
| Vereinigtes Königreich (OCC) | 7 (13 Wo.)        | 13     |

| ChartsJahrescharts (1999) | Platzierung |
| ------------------------- | ----------- |
| Australien (ARIA)         | 74          |

| ChartsJahrescharts (2000) | Platzierung |
| ------------------------- | ----------- |
| Australien (ARIA)         | 40          |
| Deutschland (GfK)         | 53          |
| Neuseeland (RMNZ)         | 12          |
| Schweiz (IFPI)            | 71          |

| ChartsJahrescharts (2001) | Platzierung |
| ------------------------- | ----------- |
| Österreich (Ö3)           | 46          |

### Auszeichnungen für Musikverkäufe
Absolutely Everybody erhielt im Jahr 2001 in Deutschland für mehr als 250.000 verkaufte Einheiten eine Goldene Schallplatte.

| Land/Region        | Auszeichnungen für Musikverkäufe (Land/Region, Auszeichnung, Verkäufe) | Verkäufe |
| ------------------ | ---------------------------------------------------------------------- | -------- |
| Australien (ARIA)  | Platin                                                                 | 70.000   |
| Deutschland (BVMI) | Gold                                                                   | 250.000  |
| Neuseeland (RMNZ)  | Gold                                                                   | 5.000    |
| Insgesamt          | 2× Gold · 1× Platin ·                                                  | 325.000  |